# تاکشی اوچیامادا
تاکشی اوچیامادا (به ژاپنی: 内山田竹志) (زاده ۱۷ اوت ۱۹۴۶) کارآفرین، بازرگان و مدیر ارشد اجرایی ژاپنی است، که از سال ۲۰۱۳ تاکنون به‌عنوان رییس هیئت مدیره شرکت تویوتا فعالیت می‌نماید.